# 中国福利彩票

中国福利彩票标志

中国福利彩票，简称福利彩票或福彩，由中华人民共和国民政部直属事业单位中国福利彩票发行管理中心负责发行销售的彩票。
福彩与中国体育彩票同为中国大陆主要的彩票发行机构，由其福彩双色球更为主要的彩票购买对象，每期销售额均过亿计。

## 历史

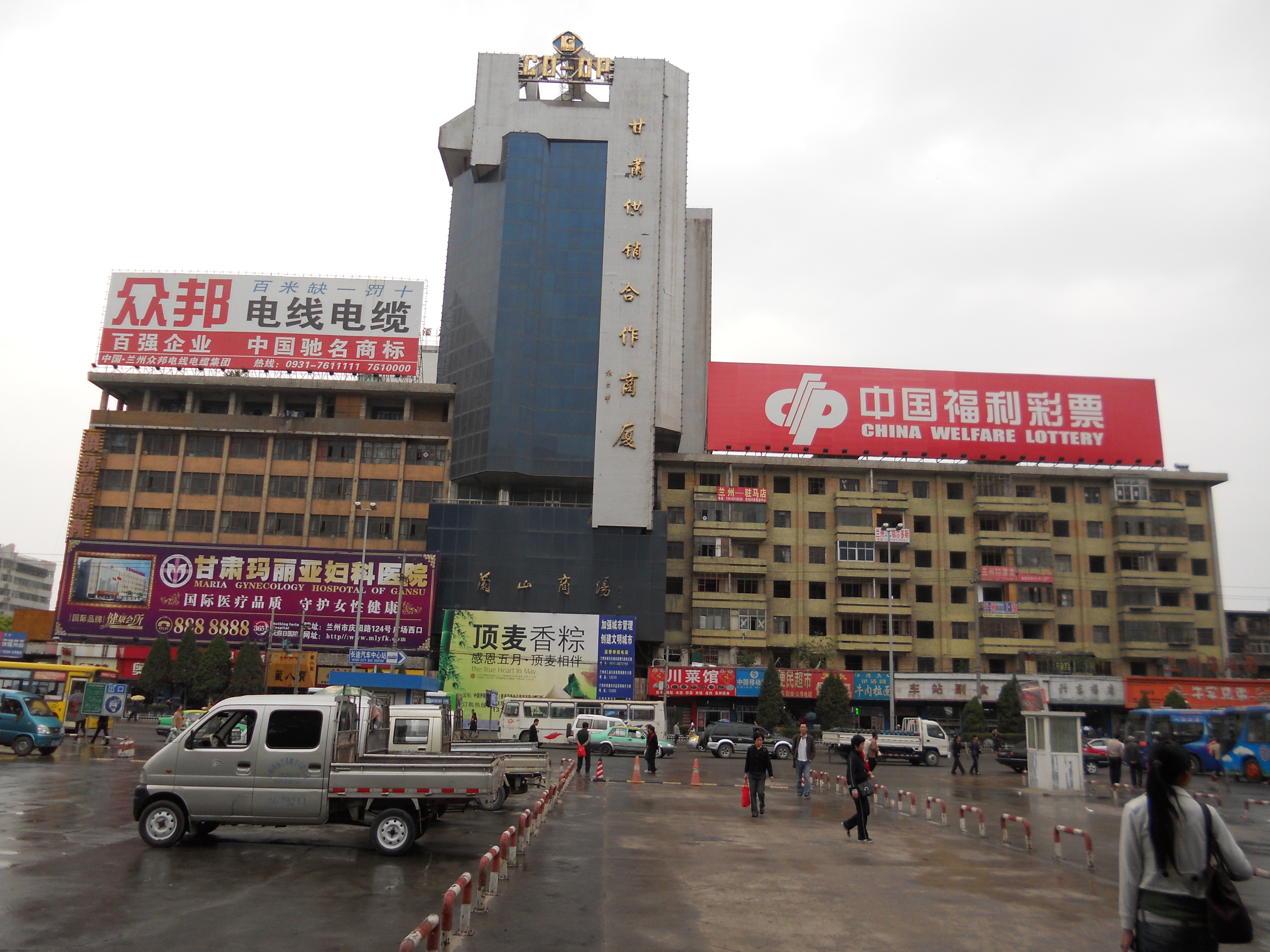
蘭州供銷城的福彩大店

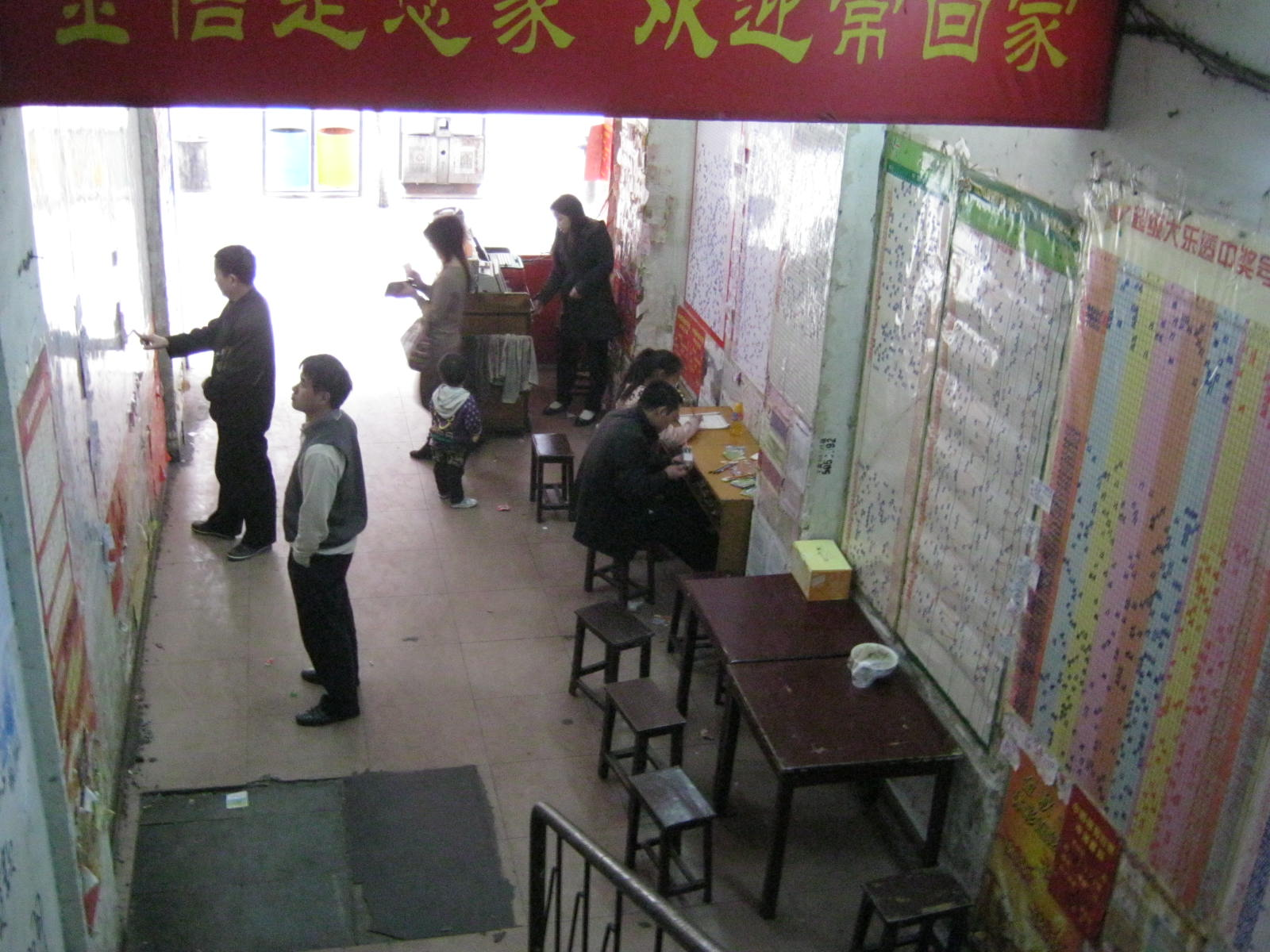
湖南省邵阳市一間地級彩票總店

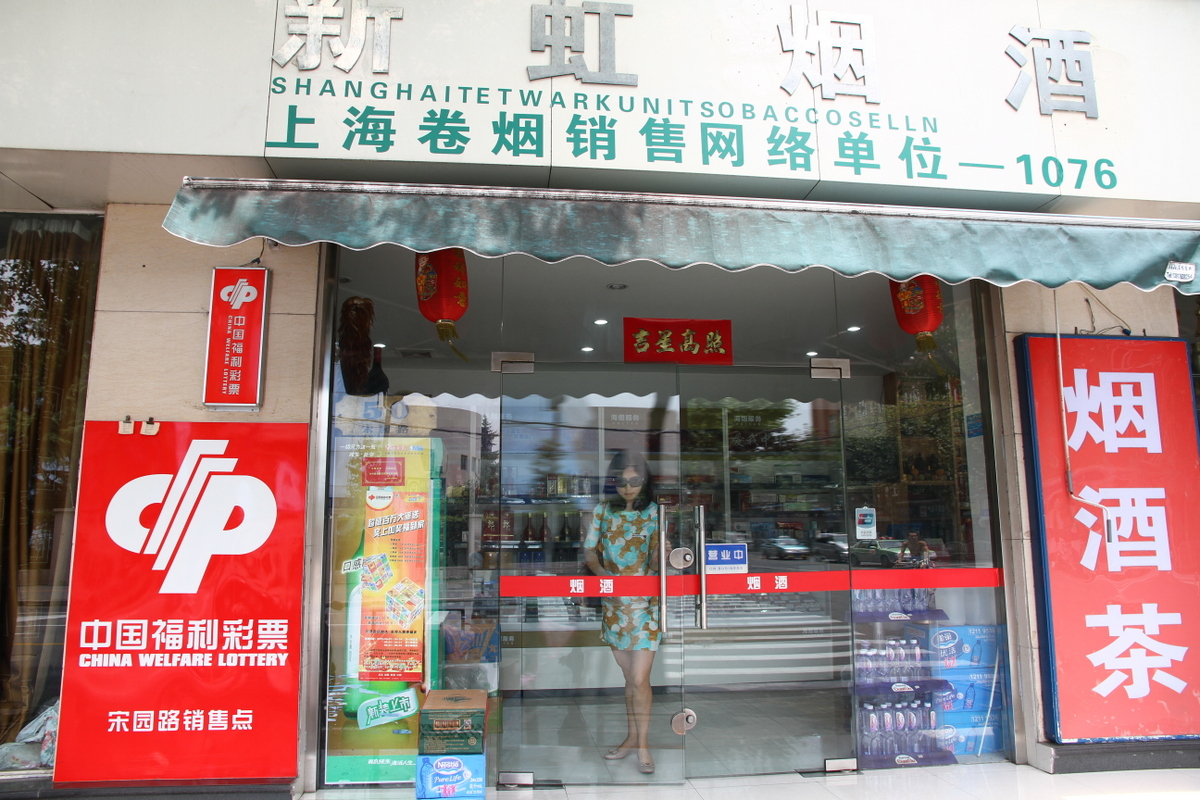
菸酒店附設的彩票店

1986年6月18日，民政部向国务院正式报送《关于开展社会福利有奖募捐活动的请示》。同年12月20日获得通过。1987年2月5日，中国共产党中央书记处原则通过，并明确唯一发行机关为民政部。
1987年6月3日，中国社会福利有奖募捐委员会（简称中募委）在北京成立。
1987年7月27日，第一批8000万张“中国社会福利有奖募捐奖券”（面值一元），在河北、江苏、浙江、山东、上海等10个省、市试点发行，1987年7月28日在河北省石家庄市售出了第一张彩票。
1993年10月和1994年5月，中国社会福利有奖募捐券发行中心分别被国际彩票组织INTERTOTO和AILE接纳为正式会员和临时委员。并改名为“中国福利彩票”，发行机构正式定名为“中国福利彩票发行中心”。1997年，国际彩票组织（INTERTOTO）和（AILE）合并为“世界彩票协会”，“中国福利彩票发行中心”成为其正式会员。
2003年2月16日，第一个统一游戏规则、统一开奖、共享奖池的全国联合销售的电脑彩票游戏“双色球”乐透型福利彩票在全国22个省、自治区和直辖市发行，标志着电脑福利彩票品牌时代的到来。2004年4月1日，中国福利彩票双色球开奖节目在中国教育电视台一套直播。

## 宗旨
福利彩票的发行的宗旨是：向社会募集资金用于国家福利事业。

## 彩票类型
目前福彩发行的主要彩票类型有：双色球、七乐彩、福彩3D、快乐8、刮刮乐、时时彩等。
双色球、福彩3D、七乐彩、快乐8为主力销售品种，尤其双色球更为人所知，并为当下中国最热门的彩票品种。
另外福彩也有部分省份在本省境内发行玩法，如广东福彩36选7、河南福彩22选5等，也有联合数个省份销售的玩法，比如由上海、江苏、浙江、安徽、福建、江西、辽宁七省市联合销售的福彩6+1和15选5.

## 争议
2015年底，第十二屆全國人大常委會专题询问中，尹中卿常委問責表示658億人民幣的年度彩票資金中約490億是用於社福，但有169億是非法用途和去向不明，其中有5億用於非法購買和維修公務車，其餘有發放員工非法獎金、非法出國旅遊等用途，其餘大筆是以培訓中心名義興建樓堂馆所，興建發包存在貪汙，落成後大樓許多閒置另有一些非法廉價出租給特定人經商，隱含利益輸送
。
福彩运营的“中福在线”线下实体店，被质疑涉嫌开设赌场，每日投注限额也被批形同虚设。后中福在线于2020年7月停止销售。
2024年1月2日，某人在短视频平台发视频宣称中国福利彩票快乐8第2024002期摇奖时出现“主持人提前播报中奖球号”的事故。直播画面显示77号球被摇下来时主持人报成74号，随即改口为77号。结果下一个球就是74号，直播立马被中断插播广告。福彩在5日发表声明上述内容为不实消息，其公开的直播影像并没有出现上述揭露的现象。